# Polyoza lacordairei
Polyoza lacordairei är en skalbaggsart som beskrevs av Audinet-serville 1832. Polyoza lacordairei ingår i släktet Polyoza och familjen långhorningar.
Artens utbredningsområde är:
- Paraguay.
- Uruguay.

Inga underarter finns listade i Catalogue of Life.